# رشيد أبو خولة
أبو خولة هو قائد في قوات سوريا الديمقراطية وزعيماً سابقاً للمعارضة السورية مقره دير الزور.

## خلفية
قبل الحرب الأهلية السورية، ورد أنه كان متورطاً في سرقة الدراجات النارية وسجن بسبب ذلك من قبل سلطات الدولة السورية. ومع بداية الحرب، انضم إلى المعارضة السورية في دير الزور وأنشأ ميليشيا خاصة به يُزعم أنها شاركت في إدارة نقاط التفتيش التي من شأنها ابتزاز السائقين وسرقتهم.

## سيرة شخصية

### قبل قوات سوريا الديمقراطية
وفي عام 2013، ساعد هو ومجموعته في محاصرة اللواء 113 التابع للجيش السوري في دير الزور، في عام 2014 بعد ظهور تنظيم الدولة الإسلامية في العراق والشام (داعش)، تعهد بالولاء للمجموعة. لكنه ترك المجموعة فيما بعد وهرب إلى تركيا بعد أن أعدم داعش شقيقه.

### بعد انضمامه لقوات سوريا الديمقراطية
بحلول فبراير 2016، كان قد عاد إلى سوريا وادعى أنه أنشأ مجموعة جديدة متحالفة مع قوات سوريا الديمقراطية، المعارضة لتنظيم داعش. وفي مارس/آذار 2016، أعلن رسمياً انضمامه ومجموعته إلى قوات سوريا الديمقراطية، وأصبح فيما بعد المتحدث الرسمي باسم مجلس دير الزور العسكري التابع لقوات سوريا الديمقراطية، في 24 مارس 2016، أعلن أن مجلس دير الزور العسكري قد استولى على عدة قرى من داعش في شمال غرب دير الزور. في فبراير 2017، ألقي القبض عليه من قبل قوات سوريا الديمقراطية واتهمته ومجموعته المعروفة باسم "تجمع شباب البقارة" بعدم المشاركة بشكل فعال في هجوم قوات سوريا الديمقراطية ضد داعش، إلا أن النشطاء والأفراد المرتبطين به ومجموعته زعموا أن قوات سوريا الديمقراطية اعتقلته. لرغبته في دمج المقاتلين الذين انشقوا عن المجموعات التي شاركت في عملية درع الفرات في صفوفه. وقد احتُجز لمدة أربعة أيام على الأقل ثم أُطلق سراحه فيما بعد.
في نيسان/أبريل 2019، أفاد نشطاء أنه تورط في تهريب النفط من دير الزور مع شخص يعرف باسم "أبو بكر الحمصي"، والذي قيل إنه كان يعمل كوسيط لصالح إحدى الشركات، بين قوات سوريا الديمقراطية والحكومة السورية. وكان قد سبق له أيضاً تنظيم مبيعات النفط نيابةً عن تنظيم داعش. في يوليو 2019، صرح خلال مقابلة أنه ومجموعاته يتعاونون مع حكومتي روسيا والعراق. لكنه نفى أي تعاون مع الحكومة السورية أو إيران، وانتقد مساعي إيران والمجموعات المرتبطة بها لنشر المذهب الشيعي في شرق سوريا، ووصفها بقوات الاحتلال. وذكر أيضًا أنه قام بتجنيد العديد من المقاتلين من الجماعات المدعومة من تركيا والميليشيات في دير الزور، وأشار إلى المناطق الخاضعة لسيطرة تركيا وجماعات المعارضة المتحالفة معها على أنها مناطق محررة. وقال أيضاً إنه إذا سمح له التحالف بمهاجمة القوات الإيرانية والميليشيات الشيعية المتحالفة معها في دير الزور فسوف يفعل، وقال فيما يتعلق بالجهود الإيرانية لتعزيز المذهب الشيعي في دير الزور، "يتم تهجير وقتل المدنيين، والأسماء ويتم استبدال المساجد السنية بمساجد شيعية ويتم بناء المراكز الدينية لها".

### الاعتقال والفصل من قوات سوريا الديمقراطية
وفي 27 آب/أغسطس 2023، اعتقلت قوات سوريا الديمقراطية أبو خولة في الحسكة، واقيل من منصبه كقائد لمجلس دير الزور العسكري. وأشارت قوات سوريا الديمقراطية إلى "العديد من التقارير والشكاوى من السكان المحليين" التي أدت إلى إصدار مذكرة اعتقال من قبل النيابة العامة التابعة للإدارة الذاتية لشمال وشرق سوريا بسبب العديد من الجرائم. ومن بين تلك الجرائم “التواصل والتنسيق مع أعداء خارجيين معادين للثورة، وارتكاب جرائم جنائية ومزاولة تجارة المخدرات، وسوء إدارة الوضع الأمني، ودوره السلبي في زيادة نشاط خلايا داعش، واستغلال منصبه لمصالح شخصية وعائلية”. وبذلك يخالف النظام الداخلي لقوات سوريا الديمقراطية. واستبدل أبو خولة بعد ذلك بنائبه السابق أبو غيث خشام.
وبعد اعتقال أبو خولة، اندلعت اشتباكات واسعة النطاق بين قوات سوريا الديمقراطية والقبائل العربية المؤيدة لأبو خولة. وفي تسجيل صوتي انتشر على مواقع التواصل الاجتماعي، دعا إبراهيم الهفيل شيخ قبيلة العكيدات كافة العشائر العربية في المنطقة إلى التوحد ضد قوات سوريا الديمقراطية رداً على اعتقال أبو خولة.